# 하비에르 바스케스
하비에르 제칼로 바스케스(Javier Carlos Vazquez, 1976년 7월 25일 ~ )는 푸에르토리코의 야구 선수이자, 전 미국 메이저 리그 플로리다 말린스의 선수이다.